# Polisportiva Basket Agropoli
A Polisportiva Basket Agropoli é uma agremiação profissional de basquetebol situada na comuna de Agropoli, Campânia, Itália que disputa atualmente a Serie D (Região Campânia).